# Anne Abernathy

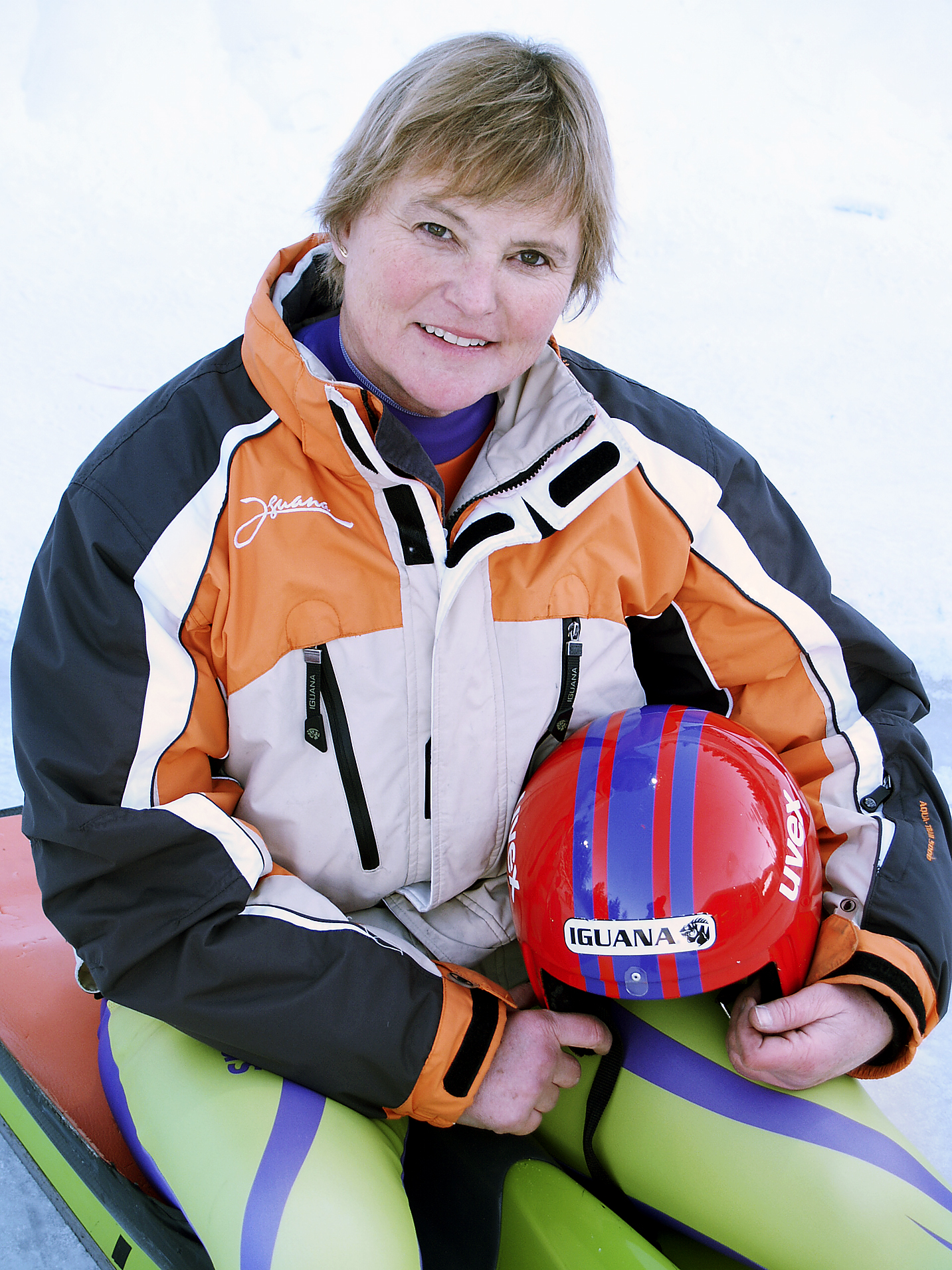
Abernathy, 2006.

Julianne "Anne" Abernathy , född den 12 april 1953, är en rodelåkare, medborgare och tävlande för Amerikanska Jungfruöarna. 

## Biografi
Anne Abernaty föddes den 12 april 1953 på Eglin Air Force Base, Florida, USA. Hon är känd av sina fans som "Farmor Rodel", ett namn som hon fick redan 1993. År 2004 tilldelades hon priset årets olympier för hennes motivering och sina insatser som idrottare. Vid vinter-OS 1992 var hon fanbärare för Amerikanska Jungfruöarna under invigningen.
Hon har haft många motgångar under sin karriär. Hon har brutit flera ben, haft cancer och genomgått tolv knäoperationer. Hennes hem i St. Thomas, Amerikanska Jungfruöarna, har blivit förstört av en orkan. 
Abernathy har varit med i flera tv-program såsom The Today Show, The Tonight Show, Good Morning America, MSNBC, Fox Sports Radio och Voice of America.

## Rekord
Anne Abernathy är med i Guinness Rekordbok som den äldsta kvinnan att delta i ett olympiskt vinterspel. Detta rekord införskaffade hon vid OS 2002 i Salt Lake City. Det tidigare rekordet var ifrån från 1936. Abernathy kvalade in till olympiska vinterspelen 2006, hon skulle därmed ha förbättrat sitt rekord som den äldsta deltagaren och blivit den första att delta i sex olympiska vinterspel och den första över 50 år att delta, men Ann skadade sin vrist under träningen inför spelen och kunde inte delta.. Hon blev, vid vinter-OS 1992, den första att ha en kamera ombord på sin kälke. Vid OS 1994 i Lillehammer blev hon den första att skriva en onlinedagbok under spelen.

## Resultat

### Nations cupen
Under säsongen 2003/2004 kom hon trea två gånger:
- Igls, Österrike, Januari 2004
- Königssee, Tyskland, Februari 2004

Detta ledde till att hon klättrade upp på topp tjugo på den totala världsrankingen.

### Olympiska vinterspelen
Resultat från de fem olympiska vinterspel som hon har deltagit i.
| Spel           | Värdnation | Värdstad       | Annes ålder | Gren         | Första åket: Placering Tid | Andra åket: Placering Tid | Tredje åket: Placering Tid | Fjärde åket: Placering Tid | Totalt: Placering Tid |
| -------------- | ---------- | -------------- | ----------- | ------------ | -------------------------- | ------------------------- | -------------------------- | -------------------------- | --------------------- |
| Vinter-OS 1988 | Kanada     | Calgary        | 34          | Damer singel | 15 47.106                  | 16 47.316                 | 17 47.742                  | 16 47.073                  | 16 3:09.237           |
| Vinter-OS 1992 | Frankrike  | Albertville    | 38          | Damer singel | 24 49.201                  | 22 48.220                 | 23 48.609                  | 23 48.312                  | 23 3:14.34            |
| Vinter-OS 1994 | Norge      | Lillehammer    | 40          | Damer singel | 22 50.698                  | 19 50.190                 | 18 49.776                  | 19 50.167                  | 20 3:20.831           |
| Vinter-OS 1998 | Japan      | Nagano         | 44          | Damer singel | 25 53.224                  | 23 52.652                 | 26 52.525                  | 24 52.306                  | 24 3:30.707           |
| Vinter-OS 2002 | USA        | Salt Lake City | 48          | Damer singel | 24 44.491                  | 28 44.740                 | 26 44.619                  | 26 44.579                  | 26 2:58.429           |